# Họ Cá thia
Họ Cá thia (tên khoa học: Pomacentridae) là một họ cá mà theo truyền thống được xếp trong phân bộ Bàng chài (Labroidei) của bộ Cá vược (Perciformes). Tuy nhiên, trong các phân loại cá xương gần đây thì người ta xếp họ này trong bộ không xác định (incertae sedis) của nhánh/loạt Ovalentaria chỉ có quan hệ họ hàng xa với loạt Eupercaria (chứa bộ Perciformes theo nghĩa mới).
Đa số cá thia sống ở đại dương trong khi một số loài lại chọn sống ở các môi trường nước ngọt và nước lợ, ví dụ Neopomacentrus aquadulcis, Neopomacentrus taeniurus, Pomacentrus taeniometopon và Stegastes otophorus. Họ cá này được chú ý bởi thể tạng khoẻ khoắn và ưa phân chia lãnh thổ. Do nhiều loài có màu sắc cơ thể rực rỡ nên cá thia được nuôi phổ biến trong hồ cá cảnh.
Trong họ này người ta đã phân loại khoảng 400 loài thuộc 29 chi. Trong tiếng Anh, các thành viên của 2 chi Amphiprion và Premnas thường được gọi là clownfish (nghĩa đen là "cá hề") hay anemonefish (nghĩa đen là "cá hải quỳ") trong khi các thành viên của các chi khác (ví dụ Pomacentrus) thường được gọi là damselfish (nghĩa đen là "cá trinh nữ"/"cá chúa").

## Từ nguyên
Tên gọi của họ cá này bắt nguồn từ tiếng Hi Lạp cổ poma và kentron. Poma tạm dịch là "vỏ bọc", ám chỉ nắp mang của cá. Kentron có nghĩa là "vòi" ("ngòi"), ám chỉ đường răng cưa dọc theo rìa của xương nắp mang trên cơ thể nhiều loài trong họ này.

## Phân bố và môi trường sống
Họ Cá thia phân bố ở các vùng nhiệt đới nhưng cũng có một số ngoại lệ sống tại vùng nước ôn đới (như loài Hypsypops rubicundus). Đa số chúng hiện diện tại khu vực các rạn san hô vùng Ấn Độ Dương và tây Thái Bình Dương (từ Đông Phi đến Polynesia). Khu vực trải dài từ Philippines đến Úc là nơi tập trung mật độ loài dày đặc nhất. Số loài còn lại sống ở Đại Tây Dương và đông Thái Bình Dương. Một số loài cá thia là cư dân bản địa của môi trường nước ngọt hoặc cửa sông nước lợ.
Đa phần các thành viên trong họ Cá thia sống nơi nước nông, khoảng từ 2 đến 15 m; mặc dù vậy vẫn có những loài (ví dụ Chromis abyssus) sống các rạn san hô sâu dưới 100 m thuộc vùng nhiệt đới tây Thái Bình Dương. Hầu hết cá thia sống ở những vùng riêng biệt của rạn san hô, ví dụ khu vực phá nước nhiều cát, sườn dốc của rạn san hô hoặc những vùng có sóng lớn. Nói chung, san hô là nơi trú ẩn cho cá và nhiều loài chỉ tồn tại được nếu có san hô.
Các loài sống ở vùng đáy có tính phân chia lãnh địa. Chúng chiếm cứ và bảo vệ một phần rạn san hô, thường là xung quanh chỗ trú ngụ của mình. Thông qua việc ngăn chặn các loài cá khác xâm nhập, một số loài cá thia đã giúp cho thảm tảo mọc dày lên trong vùng lãnh địa của cá, khiến người ta gán cho những con cá này cái tên thông dụng là "cá nông dân", ví dụ loài Stegastes nigricans.

## Đặc điểm
Cá thia có cơ thể hình mắt chim cho đến hình thon dài. Hai bên thân cá có những đường đứt khúc và thường là mỗi bên sẽ có một lỗ thở (vài loài thuộc chi Chromis và Dascyllus có hai lỗ thở ở mỗi bên). Vẩy cá có dạng lược với kích thước từ nhỏ đến vừa. Cá thia có một hoặc hai hàm răng hình nón hoặc hình thìa.
Cá thia có màu sắc phong phú, chủ đạo là các sắc màu tươi sáng như vàng, đỏ, cam và xanh dương mặc dù một số loài chỉ có màu nâu xám, đen hoặc xám. Những con cá con thường có màu sắc tươi sáng và khác biệt so với cá trưởng thành.
Cá thia là động vật ăn tạp hoặc ăn thực vật. Đó có thể là tảo, sinh vật phù du, động vật giáp xác nhỏ sống ở vùng đáy, tuỳ thuộc vào nơi sinh sống cụ thể của cá. Chỉ có một số ít chi, ví dụ chi Cheiloprion, là ăn san hô tại nơi cá sinh sống.

## Sinh sản
Trước khi sinh nở, các con đực dọn tảo và động vật không xương sống khỏi khu vực để tạo một cái tổ. Chúng tham gia các màn trình diễn tỏ tình, trong đó có thể có các hành động như đột ngột tăng tốc độ di chuyển, đuổi theo hoặc kẹp lấy cá cái, lởn vởn tại chỗ hoặc dang rộng vây. Sau khi bị con đực thu hút, con cái sẽ đẻ ra một chuỗi các quả trứng dính với nhau và bám vào nền. Con đực khi đó đang bơi đằng sau con cái sẽ thụ tinh ngoài cho số trứng này. Tuỳ thuộc vào loài mà số trứng có thể từ năm mươi đến một nghìn quả.
Cá đực canh gác cái tổ trong vòng hai đến bảy ngày để chờ trứng nở. Ấu trùng không màu có kích cỡ từ 2–4 mm. Chúng sẽ trải qua giai đoạn "gần mặt nước" (pelagic) có thể kéo dài ít nhất là một tuần đến hơn một tháng, tuỳ loài. Khi cá non tìm được môi trường thích hợp, chúng sẽ định cư và bắt đầu có màu sắc.
Về tuổi thọ, cá thia sống được tối đa mười tám năm nhưng trong môi trường hoang dã thì hầu như chắc chắn là chúng không thể sống được hơn mười-mười hai năm.

## Các chi
Có khoảng 29 chi thuộc 4 phân họ
| - - †Sorbinichromis - Phân họ Abudefdufinae - Abudefduf (cũng được đặt trong phân họ Pomacentrinae) - Phân họ Amphiprioninae - Amphiprion - Premnas (nếu xem là khác biệt với Amphiprion) - Phân họ Chrominae - Acanthochromis - Altrichthys - Chromis - Azurina - Dascyllus - Phân họ Lepidozyginae - Lepidozygus | - Phân họ Pomacentrinae - Abudefduf - Amblyglyphidodon - Amblypomacentrus - Cheiloprion - Chrysiptera - Dischistodus - Hemiglyphidodon - Hypsypops - Mecaenichthys - Microspathodon - Neoglyphidodon - Neopomacentrus - Nexilosus - Parma - Plectroglyphidodon - Pomacentrus - Pomachromis - Pristotis - Similiparma - Stegastes (hay Eupomacentrus) - Teixeirichthys - Phân họ Stegastinae |